# Gambell Airport

i7
i11
i13
Der Gambell Airport (IATA-Code: GAM, ICAO-Code: PAGM)  ist ein öffentlicher Flughafen südlich der Ortschaft Gambell an der äußersten Nordwestspitze der Sankt-Lorenz-Insel im US-Bundesstaat Alaska.

## Zwischenfälle
Am 30. August 1975 kollidierte eine Fairchild F-27B der Wien Air Alaska (Luftfahrzeugkennzeichen N4904) beim Landeanflug auf die Bahn 16 nach mehreren erfolglosen Landeversuchen bei Nebel mit dem Sevuokuk Mountain (⊙). Bei dem Aufprall und anschließendem Feuer kamen 10 der 32 Insassen ums Leben.